# Guigues Guiffrey
Guigues Guiffrey, Marquis de Boutières (dit « le brave Boutières ») né dans le Manoir de la Tour au Cheylas le 13 mai 1497, et mort le 21 décembre 1545 au château du Touvet,, est un chevalier français actif pendant les guerres d'Italie. Il est le fils du seigneur et chevalier Sébastien Guiffrey.
En 1521, il sert sous les ordres du chevalier Bayard dans les Ardennes (siège de Mézières). En 1524, Boutières obtient le commandement d'une compagnie de gens d'armes et défend Marseille contre les Impériaux. Il épouse Gasparde Berlioz en 1526.
Le 25 septembre 1527, il fait partie d'une délégation envoyée par François Ier  à Londres pour conclure, avec Henry VIII une alliance contre Charles Quint.
En 1537, François Ier le nomme gouverneur militaire de Turin, charge qu'il ne conserve que peu de temps. Il acquiert la même année le château du Touvet dans le Dauphiné.
En 1544, il dirige l'armée française dans le Piémont. Les Impériaux ont capturé la forteresse de Carignano, que les Français assiègent dans l'espoir de contraindre leurs adversaires à livrer une bataille décisive. François Ier envoie des renforts significatifs à cette armée pendant l'hiver 1543-1544 et place le comte d'Enghien à sa tête.
Le 11 aout 1544  à la bataille de Cérisoles, il s'illustre par ses charges de cavalerie et assure la victoire. François Ier lui accordera le collier de Saint Michel.
Il termine sa carrière militaire en combattant les Anglais lors de l'expédition de l'île de Wight.